# Intifada

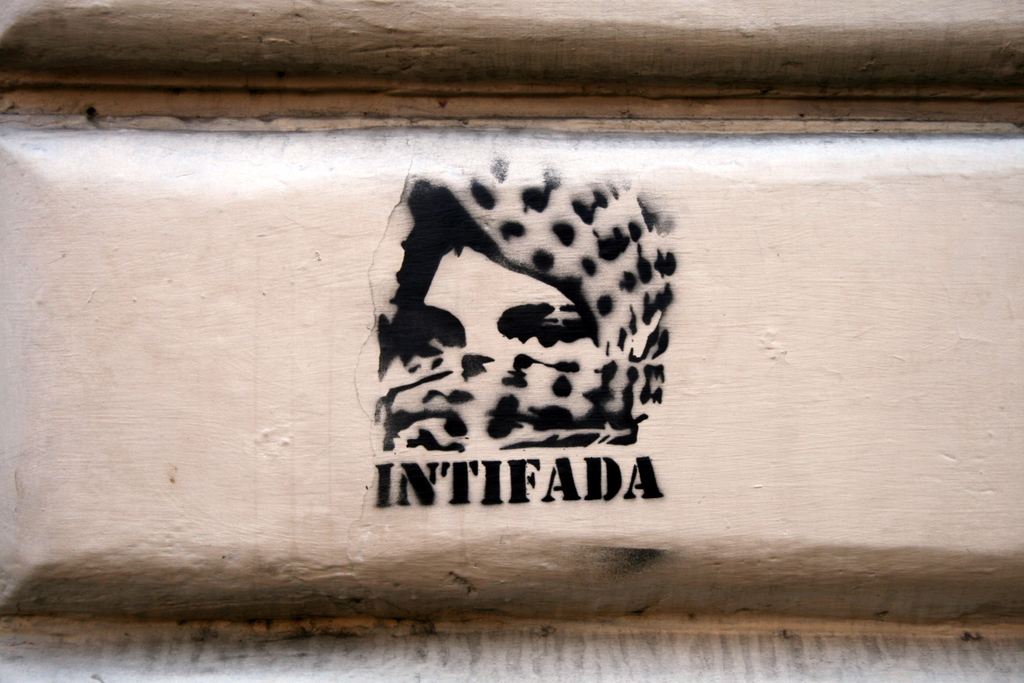
Graffiti

Intifada (Arabisch انتفاضة intifāḍah, letterlijk "optrekken") is een Arabisch woord, bekend vanwege de opstanden in de Palestijnse gebieden tegen de Israëlische bezetting.
In 1987 begon een intifada in de Palestijnse Gebieden tegen Israël, waar pas later algemeen naar verwezen zou worden als de Eerste Intifada. Deze duurde tot ongeveer 1993, waarna de Oslo-akkoorden tot stand kwamen.
In 2000 werd de term Tweede Intifada gebruikt toen het conflict tussen de Palestijnen en Israël weer oplaaide na het bezoek van Ariel Sharon tijdens zijn verkiezingscampagne aan de Haram al-Sharif (de Tempelberg) in Oost-Jeruzalem. Deze Tweede Intifada wordt daarom ook wel Al-Aqsa-Intifada of Aqsifada genoemd, verwijzend naar de Al-Aqsamoskee die op de Tempelberg gebouwd is.
De Elektronische Intifada is, naast de benaming van een website die het Arabisch-Israëlisch conflict vanuit Palestijns perspectief belicht, ook de term die gebruikt wordt voor cyberaanvallen van Israëlische en Palestijnse computerkrakers.

## Eerste Intifada (1987-1993)
De Eerste Intifada begon eind 1987 in de Gazastrook en sloeg over naar de Westelijke Jordaanoever. Op 9 december botste een vrachtwagen van het Israëlische leger bij het Jabalia-vluchtelingenkamp in de Gazastrook op een Palestijnse personenauto met de dood van de vier inzittenden ten gevolge. Hierna kwam het tot een demonstratie. Deze liep uit op een ongecoördineerd volksprotest tegen de Israëlische aanwezigheid in de Gazastrook en op de Westelijke Jordaanoever en de Israëlische kolonisatiepolitiek. Dit protest omvatte algemene stakingen, burgerlijke ongehoorzaamheidsacties, het weigeren van het betalen van door Israël opgelegde belastingen, politieke graffiti, het oprichten van een ondergronds scholennetwerk (na de uitbraak van de intifada had de Israëlische regering namelijk het sluiten van alle Palestijnse scholen bevolen) en het boycotten van Israëlische producten. Daarbij kwam ook meer gewelddadig verzet zoals het gooien van stenen en molotovcocktails.
Marwan Barghouti kwam naar voren als de charismatische leider van de opstand.
Later kwam het tot geweldsuitbarstingen, toen Hamas begon met aanslagen (1987).
Olie op het vuur was de moordaanslag door een team van de Mossad in april 1988, waarbij Aboe Jihad, Fatahleider en tot onderhandelingen bereid, werd gedood. Ook de aanslag in Risjon Letsion door de joodse extremist Ami Popper in mei 1990, deed allesbehalve goed.
De intifada werd breed gedragen door de Palestijnse bevolking, moslim of christen, maar vooral de armere jeugd bepaalde het beeld: de stenengooiende Palestijnse tieners ('Shabab Al-Intifada') als David tegen de goed bewapende Goliath Israël.
Na de uitbarsting werden verschillende acties gecoördineerd door het Verenigd Nationaal Leiderschap van de Intifada. Dit was een overkoepelend orgaan van vier partijen (Fatah, PFLP, DFLP en PPP) die in de door Israël bezette gebieden actief waren. Deze partijen hebben een band met de PLO, die verder in eerste instantie niet betrokken was. De PLO-leiding bevond zich toen in Tunis in Tunesië en was aanvankelijk verrast door het uitbreken van de opstand.
Israël had eind 1989 tussen de 35.000 en 40.000 Palestijnen gearresteerd en nam ze voor kortere of langere tijd gevangen.
Na 1990 begon de opstand af te zwakken, de meeste leiders van het Verenigd Leiderschap waren toen door Israël gearresteerd.
Gedurende de opstand werden meer dan 3.600 aanvallen met molotovcocktails, 100 handgranaataanvallen en 600 acties met geweren en/of explosieven gerapporteerd door het Israëlische defensieleger (IDF). Er waren echter ook claims van excessen door Israëlische soldaten die gevangen Palestijnen mishandelden met stenen, die zijn echter niet gerapporteerd.
Er is een geschat aantal van 626 tot 1100 Palestijnen gedood door Israëlische strijdkrachten (waaronder 250 minderjarigen) en 43 tot 164 Israëli (waaronder 5 minderjarigen) door Palestijnen. Ook werd ongeveer een duizendtal Palestijnen gedood door Palestijnen vanwege vermeende collaboratie, hoewel minder dan de helft daadwerkelijk contact had met de Israëlische autoriteiten.
De Israëlische veiligheidsdienst, de Shabak/Shin Bet, wist duizenden arme en kwetsbare Palestijnen te vinden en aan te werven als informanten, wat neerkomt op collaboratie. Een reden kon bijvoorbeeld geld zijn (voor een noodzakelijke medische ingreep), met name in de Gazastrook met haar hoge werkloosheidspercentage.
Er waren zo'n 37.400 gewonden aan Palestijnse zijde.
Als oorzaken van de intifada kunnen genoemd worden:
- Frustratie over de lange duur van de bezetting (20 jaar) en haar repressieve aard;
- De "IJzeren Vuist"-politiek van opeenvolgende Israëlische regeringen (volgens hen verstonden de Arabieren alleen de taal van geweld!). Rabin gaf zelf bevel tot gewelddadige repressie van de opstand (Break their bones- aanpak);
- Armoede en gebrek aan perspectief voor de jeugd;
- Verlies van vertrouwen in de Palestijnse Bevrijdingsorganisatie (PLO);
- Toename van de aantallen kolonisten en Israëlische nederzettingen in de door Israël bezette Palestijnse gebieden.

In 1991 werd een vredesconferentie te Madrid gehouden. De besprekingen daar leidden tot besprekingen in Oslo die resulteerden in de Oslo-akkoorden van 1993. Daarentegen kwam ook Hamas in opkomst, een verzetsbeweging die het radicale alternatief werd voor de PLO.

## Tweede Intifada (2000-2005)
De woede was groot, toen bleek dat de Palestijnse verwachtingen (verbetering van de leefomstandigheden, veiligheid, vrede en vrijheid) zoals in de Oslo-akkoorden overeengekomen binnen de afgesproken termijn tot 1999 niet waren waargemaakt, dat Israël het bestuur nog steeds in handen hield, dat de Israëlische nederzettingen werden uitgebreid (Israël verdubbelde tussen 1992 en 1999 het aantal kolonisten van 200.000 tot 400.000) en dat de economische situatie slechter was dan die van vóór 1987.
Op 28 september 2000 bezocht de toenmalige Israëlische oppositieleider Ariel Sharon, omringd door honderden gewapende bodyguards, tijdens zijn verkiezingscampagne de Tempelberg met de voor moslims heilige Al-Aqsamoskee in Oost-Jeruzalem, de berg die ook voor joden weliswaar de heiligste plaats is vanwege de verwoeste tempel, maar voor hen godsdienstig verboden gebied is. Zijn bezoek raakte een gevoelige snaar bij Palestijnen en moslims wereldwijd. De dag erna op 29 september werden bij rellen bij de Haram as-Sharif 4 Palestijnen gedood. Later op de dag kwamen daar nog drie Palestijnse slachtoffers bij. Massale demonstraties en geweldsuitbarstingen braken hierna uit, ook in Israël zelf waar de Israëlische politie 13 Israëlische Palestijnen doodschoot.
Op 12 oktober 2000 arresteerde de Palestijnse Autoriteit twee Israëlische reservisten die per ongeluk, nadat zij de juiste afslag hadden gemist, Ramallah binnen waren gekomen. Zij werden naar een politiebureau in El-Bireh overgebracht. Daar was net een uitvaartplechtigheid afgelopen voor de 17-jarige Halil Zahran, die twee dagen eerder was gedood door het Israëlische defensieleger (IDF). Tevens was de spanning zeer opgelopen nadat in twee weken tijd honderd Palestijnen (onder wie 20 minderjarig) waren omgekomen, eveneens in gevechten met het IDF. Ook speelde mee dat langs de weg het zwaar gehavende lichaam van Issam Hamad (36 jaar) was gevonden.
Geruchten deden de ronde dat de reservisten deel uitmaakten van een undercover Israëlische elite-eenheid, met als gevolg dat een Palestijnse meute het politiebureau bestormde en de soldaten doodsloeg en vervolgens hun verminkte lichamen vanaf de tweede verdieping op straat gooide. Een Italiaanse televisieploeg legde de moordpartij vast op video en zond dit internationaal uit.
Het IDF had besloten niet in te grijpen, omdat men niet tegen de meute op kon, en op het politiebureau te weinig personeel was ten gevolge van de grote uitvaartplechtigheid.
De wreedheid van de lynchpartij schokte het Israëlische publiek. In reactie lanceerde Israël een serie luchtaanvallen tegen doelen van de Palestijnse Autoriteit op de Westelijke Jordaanoever en in de Gazastrook. De politiepost waar de lynchpartij had plaatsgevonden werd verwoest.

### 2001
Vanaf december 2001 belegerde Israël Yasser Arafat in zijn hoofdkwartier in Ramallah. In januari deed Clinton een poging tot vrede in Taba. Deze mislukte.
Op 6 februari 2001 won Sharon van Ehud Barak en werd als minister-president gekozen. Hij weigerde Arafat te ontmoeten. Gebeurtenissen volgden elkaar op en een spiraal van geweld barstte los.

### 2002
Tijdens de intifada werden er regelmatig zelfmoordaanslagen gepleegd. Op 27 maart 2002 blies een Palestijn zich op in het Parkhotel te Netanja waar een groep bijeen was om het joodse paasmaal te vieren; met 28 doden en 140 gewonden tot gevolg.
De regering-Sharon reageerde met het uitroepen van de noodtoestand en een grote militaire operatie Operation Defensive Shield: deze bestond o.a. uit invasies van Israëlische tanks in Palestijnse steden, razzia's vanuit bewapende helikopters en een avondklok voor twee miljoen mensen.
Op 1 april 2002 viel het Israëlische leger het Jenin-vluchtelingenkamp binnen.
Gevechten in de nauwe straatjes zouden zo'n elf dagen duren, op de 18e trok het leger zich terug. Nadat in korte tijd een tiental Israëlische soldaten was gedood besloot men ter plekke bulldozers in te zetten om een deel van het kamp te slopen.
In het vluchtelingenkamp werden minstens 52 Palestijnen gedood, van wie de helft burgers en 23 Israëlische soldaten.
Over de gehele Israëlische militaire operatie stond in het rapport vermeld dat het IDF zich bezighield met onwettig doden, gebruik van menselijke schilden, disproportioneel gebruik van geweld, willekeurige arrestaties en martelingen, en weigering van medische zorg en toegang ertoe. Palestijnse bewapende groepen werd aangerekend dat ze in huizen van burgers explosieven hadden verspreid.
President George W. Bush eiste vervanging van het Palestijnse leiderschap, maar pleitte ook voor de oprichting van een Palestijnse staat.
In 2002 begon Israël met de bouw van de 370 mijl lange Israëlische Westoeverbarrière.

### 2003
In mei 2003 werd door het 'Kwartet' (de Verenigde Staten, de Europese Unie, de Russische Federatie en de Verenigde Naties) een Roadmap for Peace / Roadmap voor Vrede gepresenteerd, als poging om het vredesproces weer op gang te brengen zodat in 2005 een Palestijnse staat gerealiseerd zou kunnen worden. Deze 'Roadmap' werd door de Palestijnen in principe geaccepteerd, maar door Israël verworpen. Voor Israël was het 'bevriezen' van de Israëlische nederzettingen en terugtrekking van het leger tot de situatie van vóór de intifada een onmogelijke optie, de Palestijnen hielden vast aan het recht op terugkeer voor Palestijnse vluchtelingen.
In juni kondigden Palestijnse bewegingen een eenzijdig bestand af, waaraan Israël zich echter niet gebonden voelde.

### 2004
Op 22 maart 2004 liquideerde Israël de stichter van Hamas Sheik Ahmad Yassin in de Gazastrook toen hij de moskee verliet.
Zesentwintig dagen later, op 17 april 2004 gebeurde hetzelfde met zijn opvolger Abdel Aziz al-Rantissi, in zijn auto.
Saeb Erekat, de woordvoerder van Fatah, uitte zijn bezorgdheid over het feit dat nu Arafat het doelwit zou worden. VN-secretaris-generaal Kofi Annan zei dat de liquidatie tot meer geweld in het Midden-Oosten zou kunnen leiden.
Arafat stierf in november.

### 2005
Op de Sharm El Sheikh-top tussen Ariel Sharon en Mahmoud Abbas op 8 februari 2005 werd de Tweede Intifada formeel beëindigd.
Op 19 maart sloten 13 Palestijnse facties, inclusief Abbas' partij Fatah en de islamistische partij Hamas, een overeenkomst. Volgens de gepubliceerde "Cairo Declaration" was besloten dat de PLO – als de enige legitieme vertegenwoordiger van het Palestijnse volk – zou worden hervormd, zodanig dat alle Palestijnse machten en facties er in zouden zijn vertegenwoordigd (art. 5). Het recht van het Palestijnse volk om tegen de bezetting te strijden en voor een Palestijnse staat en de terugkeer van vluchtelingen werd herbevestigd (art. 1).
De verklaring vermeldde verder dat de rust zou worden gehandhaafd (wapenstilstand met Israël), in ruil voor "een einde aan alle vormen van Israëlische agressie tegen ons land en ons Palestijnse volk" en de vrijlating van alle gevangenen (art. 2). Er werd ook beloofd om een eind te maken aan onderling gewapend geweld (art. 6).
In augustus 2005 ontmantelde Israël zijn nederzettingen in de Gazastrook. De meeste kolonisten verhuisden naar nederzettingen op de Westelijke Jordaanoever. Het leger trok zich terug tot aan de grenzen van Gaza en sloot het gebied hermetisch af met een land- en zeeblokkade.
De Caïro-verklaring werd nimmer uitgevoerd. Nadat Israël samen met de internationale gemeenschap en met steun de Palestijnse president Abbas had besloten Hamas diplomatiek te isoleren na hun overwinning in democratische verkiezingen, was een hervorming van de PLO onmogelijk geworden. Nadat in juli 2007 een gewapend conflict tussen Fatah en Hamas had geleid tot twee rivaliserende regeringen op de Westoever en in Gaza, verklaarde de autocratische president Abbas in de PLO zelfs dat alle overeenkomsten met Hamas moesten worden opgezegd.

### Aanleiding
De aanleiding voor de uitbraak van de intifada was weliswaar het bezoek van Sharon aan de Tempelberg, maar de zgn. Camp David Summit in juli 2000 speelde ook een rol. Dit was een topontmoeting tussen de Amerikaanse president Bill Clinton en de Israëlische en Palestijnse premiers waarbij Arafat de Amerikaans-Israëlische vredesplannen afwees. Een Palestijnse minister in de PLO stelde bij een toespraak dat na de topontmoeting bij Camp David een intifada zou zijn gepland. De PLO ontkent dat de intifada was gepland en stelde dat het mislukken van de topontmoeting van deze Camp David Summit de spanningen had doen toenemen. De spanning kwam tot uiting bij het bezoek van Sharon aan de Tempelberg. Dat bezoek was al in september gepland en werd door de Palestijnen als een provocatie werd gezien.

### Oorzaken
Het fundamenteel tekortschieten van de Amerikaanse bemiddeling en "hun" "Oslo-akkoorden": de Amerikanen adopteerden de Israëlische visie en vermeden zaken als de Palestijnse vluchtelingen en de kwestie Jeruzalem / Al-Quds, omdat die voor Israël feitelijk onbespreekbaar waren. 'Deze weeffout zat eigenlijk al vanaf de eerste Camp David-akkoorden ingebakken', stelt Ilan Pappé in zijn boek 'A History of Modern Palestine'.
Abdul Jawad Saleh, destijds een lid van het Palestijnse parlement PLC en voormalig burgemeester van Al Bireh en in 1996 minister voor Landbouw, schreef in 2002 dat Israël altijd hardhandig tegen de geweldloze Palestijnse verzetsbeweging had opgetreden, omdat die anders wellicht de sympathie van de wereld zou krijgen. Volgens Saleh zijn de Palestijnen nooit een militaire bedreiging voor Israël geweest. Israël heeft de geweldloze verzetsbeweging, onder andere het Palestinian National Front, systematisch afgebroken en de gematigde politieke krachten in diskrediet gebracht. De bewering dat de Palestijnen nu een eigen staat zouden hebben gehad als zij een meer vreedzame weg hadden bewandeld, noemde Saleh een leugen. Iedere keer dat zij opkwamen met een goed georganiseerde geweldloze verzetsbeweging, werd deze door Israël de kop ingedrukt en werden er strafmaatregelen tegen Palestijnen genomen. De Israëlische professor David Kretzmer stelt in zijn boek 'The Occupation of Justice': "that the Supreme Court has granted legitimacy to nearly all the decisions taken by the government and by the Israel Defense forces, even when these decisions were arbitrary, seriously violated human rights and were plainly contrary to international law."

### Slachtoffers
Tijdens en kort na de Tweede Intifada, van 29 september 2000 tot en met 30 juli 2005, kwamen in bezet gebied 3315 Palestijnen om het leven (waaronder 661 kinderen) tegenover 972 Israëliërs (waaronder 122 kinderen).
In de periode 29-09-2000 tot 26-12-2008 vielen volgens BT'selem aan Palestijnse zijde in totaal ruim vijf keer zoveel slachtoffers als aan Israëlische zijde.

## "Derde Intifada?"
Sinds midden 2004 wordt gebruikgemaakt van de term Derde Intifada. Deze slaat op het deels geweldloos verzet van Palestijnse dorpelingen (samen met bijvoorbeeld Arun Gandhi  en de Israëlische groepering Anarchisten tegen de Muur) tegen de confiscatie van hun grondgebied voor de aanleg van de Israëlische Westoeverbarrière en de bouw van Israëlische nederzettingen.
Door sommige deskundigen en columnisten wordt de term 'Derde Intifada' gebruikt, die in verschillende betekenissen wordt gebruikt. Deze term is echter nog niet algemeen geaccepteerd. In andere delen van het Midden-Oosten is de term recentelijk ook gebruikt geweest, onder andere ter aanduiding van de oppositie in Libanon tegen de pro-Syrische regering na het overlijden van Rafik Hariri en de sjiitische opstand tegen de Amerikaanse troepen in Irak.
Naar aanleiding van het conflict in de Gazastrook van eind 2008/begin 2009, liepen de SP-Tweede Kamerleden Harry van Bommel en Sadet Karabulut samen met Gretta Duisenberg op 3 januari 2009 mee in een betoging tegen Israël, waarbij zij de Palestijnen opriepen tot een intifada tegen Israël. Beiden scandeerden "Intifada, intifada, Palestina vrij".
Op Facebook wordt opgeroepen tot de Derde Intifada, die zou aanvangen op 15 mei 2011, dezelfde dag als de Pan-Arabische invasie van Israël in 1948. Op de Facebookpagina is massaal instemmend gereageerd op de oproep.
De Palestijnse president Mahmoud Abbas verklaarde tegen een eventuele derde intifada te zijn en via diplomatieke weg te zoeken naar erkenning van de Palestijnse staat.